# Кратово (община)
Вижте пояснителната страница за други значения на Кратово.
Кра̀тово (на македонска литературна норма: Општина Кратово) е община, разположена в източната част на Северна Македония. Център на общината е град Кратово, като освен него в общината влизат още 30 села. Община Кратово има повърхност от 375,44 km² и гъстота на населението от 27,81 жители на km². На нейна територия се намира праисторическата обсерватория от неолита Кокино и няколко антични златни рудници от римския период.

## Структура на населението
Според преброяването от 2002 година община Кратово има 10 441 жители.
| Етническа принадлежност | Процент | Брой   |
| северномакедонци        | 97,99%  | 10 231 |
| албанци                 | 0,00%   | 0      |
| турци                   | 0,08%   | 8      |
| роми                    | 1,45%   | 151    |
| власи                   | 0,01%   | 1      |
| сърби                   | 0,32%   | 33     |
| бошняци                 | 0,00%   | 0      |
| други                   | 0,16%   | 17     |